# 魔宮傳奇 (1986年電影)
是一部1986年意大利、法國與德國合拍的懸疑電影，由让-雅克·阿诺執導，改編自翁貝托·埃可的小說《玫瑰的名字》。辛·康納利飾演方濟各會修士巴斯克維爾的威廉，而克利斯汀·史萊特飾演徒弟梅爾克的阿德索（Adso of Melk），被要求在中世紀的修道院中解開一個致命的謎團。

## 演員
- 辛·康納利 飾 巴斯克維爾的威廉（英语：William of Baskerville）
- F·莫瑞·亞伯拉罕 飾 伯爾納德·圭（英语：Bernard Gui）
- 克利斯汀·史萊特 飾 梅爾克的阿德索（Adso of Melk）
- Helmut Qualtinger（英语：Helmut Qualtinger） 飾 瓦拉澤的雷米吉奧（Remigio da Varagine）
- 艾亞·巴斯金（英语：Elya Baskin） 飾 Severinus von St. Emmeram
- 迈克尔·朗斯代尔 飾 The Abbot
- 福克·普瑞特（英语：Volker Prechtel） 飾 Malachia
- Feodor Chaliapin Jr.（英语：Feodor Chaliapin Jr.） 飾 (Venerable) Jorge de Burgos
- 威廉·希金（英语：William Hickey (actor)） 飾 Ubertino da Casale（英语：Ubertino of Casale）
- Michael Habeck（英语：Michael Habeck） 飾 Berengar
- Urs Althaus 飾 Venantius
- 凡倫提亞·瓦哥斯（英语：Valentina Vargas） 飾 The Girl
- 朗·柏曼 飾 Salvatore
- 里奧普爾多·特里斯特（英语：Leopoldo Trieste） 飾 Michele da Cesena（英语：Michael of Cesena）
- Franco Valobra 飾 Jerome of Kaffa
- 弗農·多布切夫（英语：Vernon Dobtcheff） 飾 Hugh of Newcastle（英语：Hugh of Newcastle）
- 唐納德·奧布賴恩（英语：Donald O'Brien (actor)） 飾 Pietro d'Assisi
- 安德魯·比爾金（英语：Andrew Birkin） 飾 Cuthbert of Winchester
- Lucien Bodard（英语：Lucien Bodard） 飾 Cardinal Bertrand（英语：Bertrand du Pouget）
- 彼得·柏林（英语：Peter Berling） 飾 Jean d'Anneaux
- Pete Lancaster 飾 Bishop of Alborea
- Dwight Weist 飾 年老的阿德索（Adso）的聲音（聲演）

## 外部連結
- 互联网电影数据库（IMDb）上《The Name of the Rose》的资料（英文）
- 爛番茄上《The Name of the Rose》的資料（英文）
- AllMovie上《The Name of the Rose》的资料（英文）